# Роберт Гейр
Роберт Гейр (англ. Robert Gair) — був шотландським друкарем і виробником паперових пакетів, винайшов складаний картон у 1879 році.
Народився в Единбурзі, Шотландія в 1839 році, приїхав до Сполучених Штатів у віці 14 років. Гейр випадково винайшов самозбірну коробку з картону, коли металева лінійка, яка використовується для згинання пакетів, змінила положення та розрізала картон. Гейр виявив, що, розрізаючи та згинаючи картон за одну операцію, він може виготовляти готові коробки. Зрештою, у 1900-х роках він почав займатися виробництвом транспортних контейнерів із гофрованого ДВП . Його ідея була розроблена та використана ES & A. Robinson, з якою він мав довгострокові ділові відносини. Гейр заснував паперову імперію та зайняв кілька будівель, багато з яких досі носять його ім’я. Ця частина Брукліна, який тепер відомий як DUMBO.